# Olympische Sommerspiele 1904/Leichtathletik – 100 m (Männer)
Der 100-Meter-Lauf der Männer bei den Olympischen Spielen 1904 in St. Louis (Missouri) wurde am 3. September 1904 im Francis Field ausgetragen. Es nahmen je nach Quelle elf bzw. vierzehn Sportler teil.
Wie in zahlreichen anderen Wettbewerben auch verzeichneten die Vereinigten Staaten einen Dreifacherfolg. Archie Hahn wurde zum dritten Mal bei diesen Spielen Olympiasieger. Nate Cartmell gewann die Silber- und William Hogenson die Bronzemedaille.

## Rekorde
Die folgende Liste enthält die Rekorde, wie sie vor den Olympischen Spielen waren. Alle Weltrekorde sind inoffiziell.
| Weltrekord         | 10,8 s | Luther Cary      | USA                   | Paris (FRA)                | 4. Juli 1891       |
| Weltrekord         | 10,8 s | Cecil Lee        | Großbritannien        | Brüssel (BEL)              | 25. September 1892 |
| Weltrekord         | 10,8 s | Étienne De Re    | Belgien               | Brüssel (BEL)              | 4. August 1893     |
| Weltrekord         | 10,8 s | L. Atcherley     | Großbritannien        | Frankfurt am Main (GER)    | 13. April 1895     |
| Weltrekord         | 10,8 s | Harry Beaton     | Großbritannien        | Rotterdam (NED)            | 28. August 1895    |
| Weltrekord         | 10,8 s | Schweden         | Harald Anderson-Arbin | Helsingborg (SWE)          | 9. August 1896     |
| Weltrekord         | 10,8 s | Isaac Westergren | Schweden              | Gävle (SWE)                | 11. September 1898 |
| Weltrekord         | 10,8 s | Isaac Westergren | Schweden              | Gävle (SWE)                | 10. September 1899 |
| Weltrekord         | 10,8 s | Frank Jarvis     | USA                   | Paris (FRA)                | 14. Juli 1900      |
| Weltrekord         | 10,8 s | Walter Tewksbury | USA                   | Paris (FRA)                | 14. Juli 1900      |
| Weltrekord         | 10,8 s | Carl Ljung       | Schweden              | Stockholm (SWE)            | 23. September 1900 |
| Weltrekord         | 10,8 s | Walter Tewksbury | USA                   | Philadelphia (USA)         | 6. Oktober 1900    |
| Weltrekord         | 10,8 s | André Passat     | Frankreich            | Bordeaux (FRA)             | 14. Juni 1903      |
| Weltrekord         | 10,8 s | Louis Kuhn       | Schweiz               | Bordeaux (FRA)             | 14. Juni 1903      |
| Weltrekord         | 10,8 s | Harald Grønfeldt | Dänemark              | Aarhus (DEN)               | 5. Juli 1903       |
| Weltrekord         | 10,8 s | Eric Frick       | Schweden              | Jönköping (SWE)            | 9. August 1903     |
| Olympischer Rekord | 10,8 s | Frank Jarvis     | USA                   | OS Paris (FRA), Vorlauf    | 14. Juli 1900      |
| Olympischer Rekord | 10,8 s | Walter Tewksbury | USA                   | OS Paris (FRA), Halbfinale | 14. Juli 1900      |

Bei diesen Olympischen Spielen wurden keine Rekorde über 100 Meter aufgestellt oder egalisiert.

## Teilnehmer
| Name               | Nation |
| ------------------ | ------ |
| Robert Kerr        | Kanada |
| Clyde Blair        | USA    |
| Nate Cartmell      | USA    |
| Frank Castleman    | USA    |
| Archie Hahn        | USA    |
| Frederick Heckwolf | USA    |
| William Hogenson   | USA    |
| Fay Moulton        | USA    |
| Myer Prinstein     | USA    |
| Lawson Robertson   | USA    |
| Béla Mező          | Ungarn |

## Ergebnisse

### Vorrunde
3. September 1904

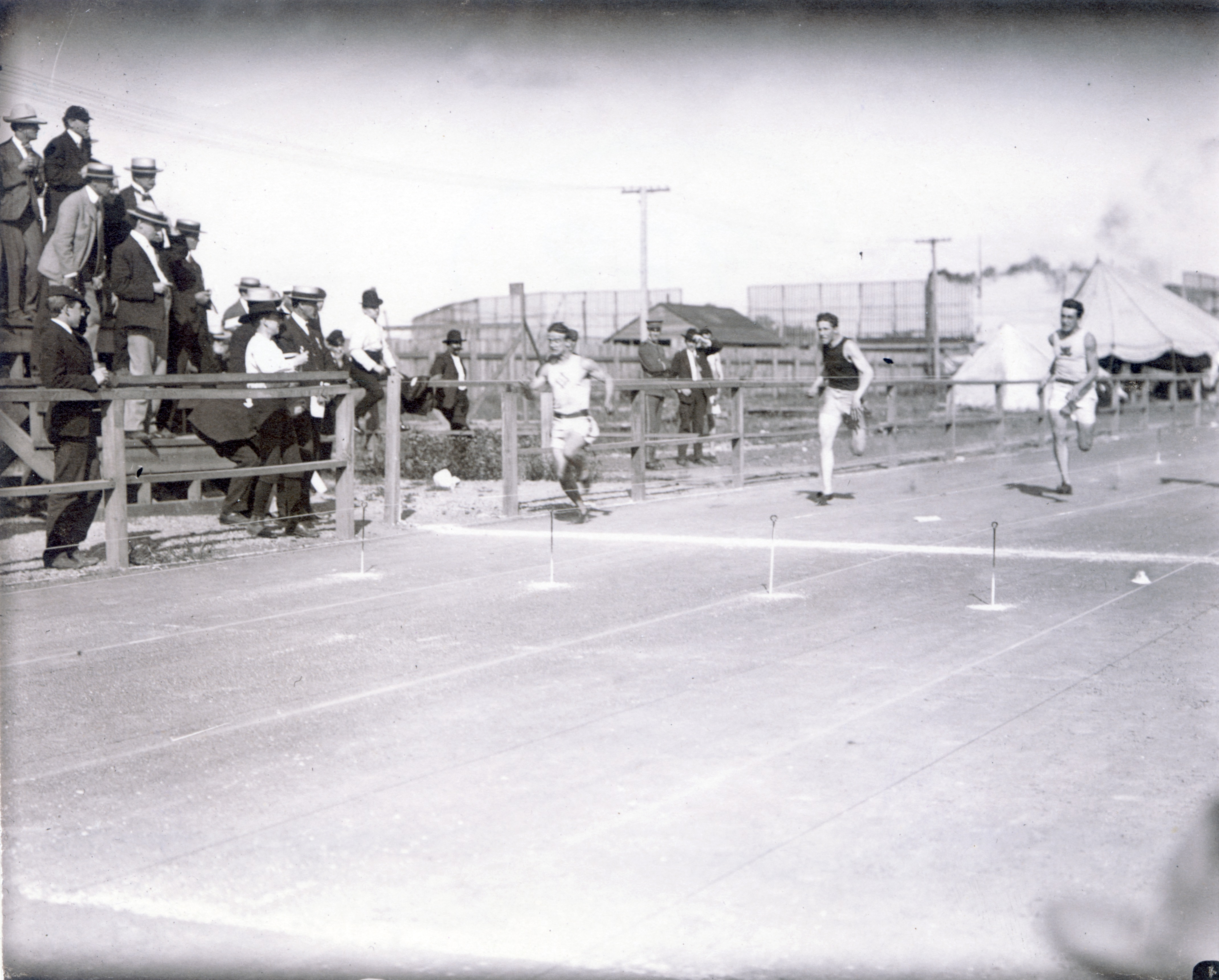
Erster Vorlauf (v. l. n. r.): Archie Hahn, Lawson Robertson, Béla Mező

Die Vorrunde wurde in sechs Läufen mit je drei bis vier Sportlern durchgeführt. Die besten zwei (farbig unterlegt) aus jedem Lauf erreichten das Finale.

#### 1. Vorlauf
| Platz | Athlet           | Land | Zeit (s)  |
| ----- | ---------------- | ---- | --------- |
| 1     | Archie Hahn      | USA  | 11,4      |
| 2     | Lawson Robertson | USA  | unbekannt |
| 3     | Béla Mező        | HUN  | unbekannt |

#### 2. Vorlauf

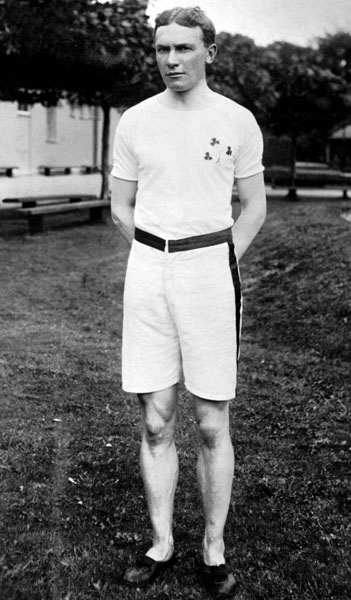
Robert Kerr – ausgeschieden als Dritter
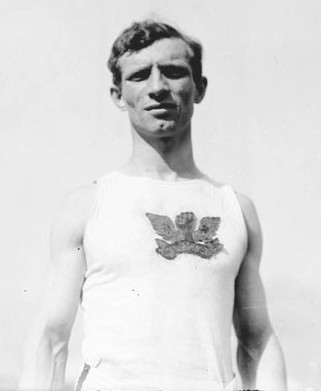
Meyer Prinstein – vor allem erfolgreich als Sieger im Weit- und Dreisprung – hier ausgeschieden als Vierter

| Platz | Athlet             | Land | Zeit (s)  |
| ----- | ------------------ | ---- | --------- |
| 1     | William Hogenson   | USA  | 11,6      |
| 2     | Frederick Heckwolf | USA  | unbekannt |
| 3     | Robert Kerr        | CAN  | unbekannt |
| 4     | Meyer Prinstein    | USA  | unbekannt |

#### 3. Vorlauf

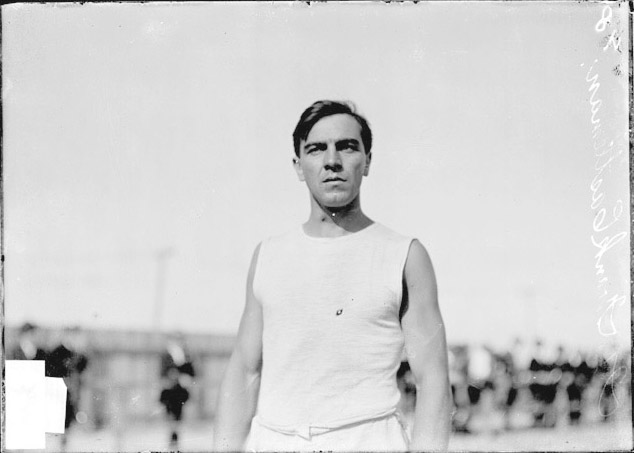
Frank Castleman – ausgeschieden als Vierter

| Platz | Athlet          | Land | Zeit (s)  |
| ----- | --------------- | ---- | --------- |
| 1     | Nate Cartmell   | USA  | 11,4      |
| 2     | Fay Moulton     | USA  | unbekannt |
| 3     | Clyde Blair     | USA  | unbekannt |
| 4     | Frank Castleman | USA  | unbekannt |

### Finale
3. September 1904
| Platz | Name               | Land | Zeit (s)  |
| ----- | ------------------ | ---- | --------- |
| 1     | Archie Hahn        | USA  | 11,0      |
| 2     | Nate Cartmell      | USA  | 11,2      |
| 3     | William Hogenson   | USA  | 11,2      |
| 4     | Fay Moulton        | USA  | unbekannt |
| 5     | Frederick Heckwolf | USA  | unbekannt |
| 6     | Lawson Robertson   | USA  | unbekannt |

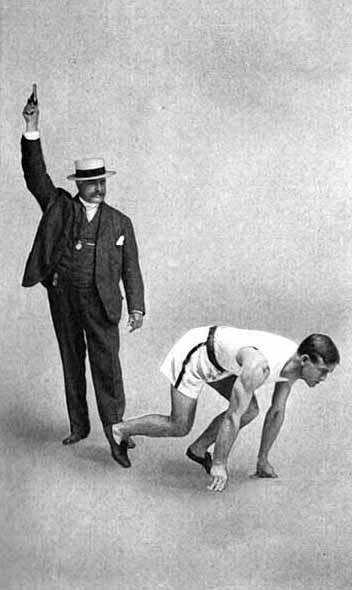
Der dreifache Sprint-Olympiasieger Archie Hahn

Da Archie Hahn bereits zwei Wettbewerbe – den 60- und den 200-Meter-Lauf – gewonnen hatte, galt er als klarer Favorit. Nach zwanzig Metern lag Hahn bereits mit zwei Metern Vorsprung vorn, während Nate Cartmell – für ihn sehr üblich – Letzter war. Doch Cartmell holte schnell auf und landete knapp anderthalb Meter hinter Hahn als Zweiter im Ziel. Für Cartmell war es seine zweite Silbermedaille, die erste hatte er über 200 Meter errungen. Rang drei belegte William Hogenson, der nach Silber über 60 und Bronze über 200 Meter seine dritte Medaille gewann.
Lawson Robertson, Sechster dieses Rennens, wurde später Trainer des irischen Leichtathletikteams. In St. Louis gewann er außerdem Bronze im Standhochsprung.

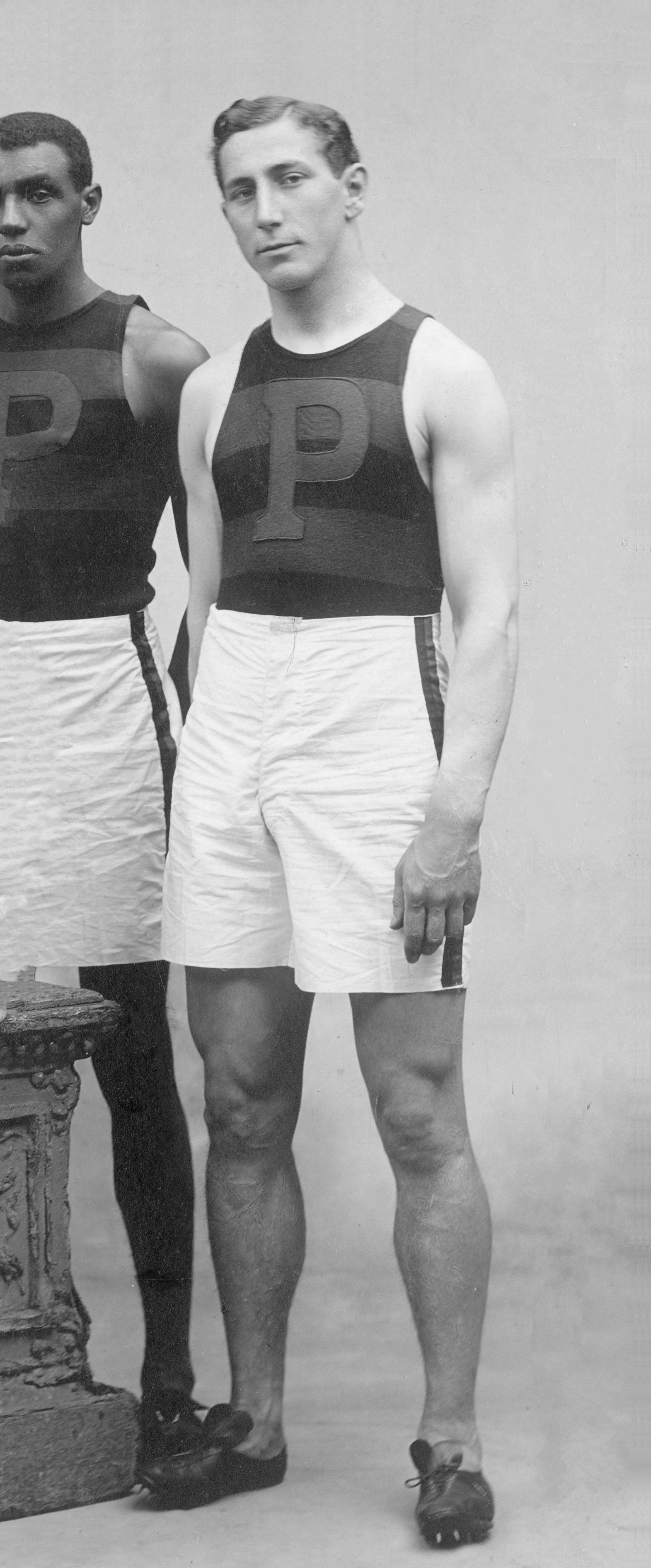
Silbermedaillengewinner Nate Cartmell, auch Silber über 200 Meter
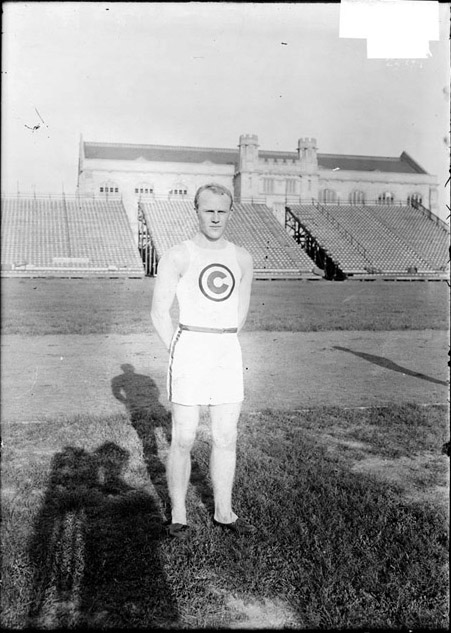
Der Olympiadritte William Hogenson, dreifacher Medaillengewinner in den Sprintrennen
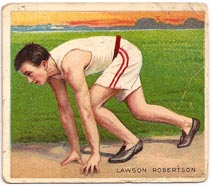
Lawson Robertson – hier auf einer Zigarettenwerbung im Jahr 2010 – kam auf den sechsten Platz